# Tycoon (Band)
Tycoon war eine amerikanische Rockband aus New York City und Ende der 1970er / Anfang der 1980 aktiv. Kopf der Band war der Musiker Mark Kreider.
Der wohl bekannteste Song der Gruppe war Such a Woman.

## Mitglieder
- Mark Kreider, —Bass, Gesang, Violine
- Norman Mershon, —Gitarre, Gesang
- Jon Gordon und Bobby Messano —Gitarre, Gesang
- Mark Rivera -Saxophone, Gesang
- Keith Taylor -Keyboard
- Richard Steinberg und Mike Braun -Schlagzeug

## Diskografie

### Studioalben
| Jahr | Titel  | Höchstplatzierung, Gesamtwochen, AuszeichnungChartsChartplatzierungen (Jahr, Titel, Platzierungen, Wochen, Auszeichnungen, Anmerkungen) | Anmerkungen                |
| Jahr | Titel  | US | Anmerkungen                |
| ---- | ------ | --- | -------------------------- |
| 1979 | Tycoon | US41 (17 Wo.)US | Erstveröffentlichung: 1979 |

Weitere Veröffentlichungen
- 1981: Turn Out the Lights
- 1983: Opportunity Knocks

### Singles
| Jahr | Titel Album         | Höchstplatzierung, Gesamtwochen, AuszeichnungChartsChartplatzierungen (Jahr, Titel, Album, Platzierungen, Wochen, Auszeichnungen, Anmerkungen) | Anmerkungen                        |
| Jahr | Titel Album         | US | Anmerkungen                        |
| ---- | ------------------- | --- | ---------------------------------- |
| 1979 | Such A Woman Tycoon | US26 (13 Wo.)US | Erstveröffentlichung: Februar 1979 |